# Accident d'hélicoptère de Charikot en 2015
Le 12 mai 2015, un Bell UH-1Y Venom de l'US Marine Corps de l'escadron HMLA-469 basé à Camp Pendleton s'écrase dans la région de Charikot au Népal lors de l'opération Sahayogi Haat, une opération de secours humanitaire qui fait suite au tremblement de terre qui avait frappé la région plus tôt. Les 13 occupants sont tués.

## Accident
Voici la déclaration officielle du PACOM : « Le 12 mai, à environ 22 h JST, un UH-1Y Huey du Marine Light Attack Helicopter Squadron 469 en soutien à la Joint Task Force 505 a été déclaré disparu lors de l'opération Sahayogi Haat. ». L'armée népalaise, qui lutte contre les conséquences du tremblement de terre de magnitude 7,8 survenu le 25 avril, a déployé environ 400 soldats sur un terrain rocailleux et boisé après que l'hélicoptère américain a été porté disparu. Un communiqué de presse de la III Marine Expeditionary Force, basée à Okinawa, au Japon, a déclaré que l'itinéraire choisi, qui peut avoir été fait parce qu'un ou plusieurs des blessés avaient besoin d'un traitement urgent, a conduit l'hélicoptère UH-1Y Huey pendant une brève période au-dessus d'un terrain inconnu dans des conditions météorologiques instables. L'hélicoptère s'est écrasé en terrain accidenté à environ 8 miles au nord de Charikot lors d'une mission d'évacuation des victimes du tremblement de terre d'avril 2015 au Népal. 

## Aéronef
L'hélicoptère était arrivé au Népal le 5 mai. Dans le cadre de l'opération Sahayogi Haat, l'armée américaine a fourni trois hélicoptères UH-1Y Huey du corps des Marines, quatre avions à rotors basculants MV-22B Osprey du corps des Marines, quatre C-17 Globemaster III de l'armée de l'air, quatre C-130 Hercules de l'armée de l'air et quatre KC-130J Hercules du corps des Marines pour les opérations de secours.

## Passagers et équipage
L'équipage du vol était composé d'officiers de marine américains en tant que pilotes et de plusieurs militaires, dont deux correspondants de combat. Deux soldats népalais et cinq civils blessés nécessitant des soins urgents se trouvaient également à bord.

## Conséquences
Selon CNN, le Premier ministre népalais de l'époque, Sushil Koirala, déclare : « Vous savez, notre terrain est tellement [...] difficile, c'est pourquoi [il s'est écrasé]. Nous en sommes vraiment désolés ». En l'honneur des victimes, la salle du patrimoine de l'ambassade des États-Unis à Katmandou, au Népal, est rebaptisée « Vengeance Hall » en référence à l'hélicoptère qui s'est écrasé.
Le 15 mai, une lettre ouverte du peuple népalais à la mémoire des Marines est publiée. Peter W. Bodde, ambassadeur des États-Unis d'Amérique au Népal, y répond.

## Enquête
L'accident de l'hélicoptère a été attribué à la décision de l'équipage d'emprunter la route la plus directe vers Katmandou. La route choisie nécessitait de survoler brièvement un terrain peu familier avec des conditions météorologiques instables et était nécessaire « en raison d'une urgence réelle ou perçue » concernant l'état des civils blessés.
Il a été rapporté que l'avion « a été enveloppé par des nuages se développant rapidement ou soulevé dans un nuage par des courants d'air ascendants. Alors qu'ils tentaient de manœuvrer pour sortir des conditions météorologiques, ils ont perdu leurs références visuelles avec le terrain et ont percuté le sol ».